# لینکلنویل (پنسیلوانیا)
لینکلنویل (به انگلیسی: Lincolnville) یک منطقهٔ مسکونی در ایالات متحده آمریکا است که در پنسیلوانیا واقع شده‌است. لینکلنویل ۰٫۷ کیلومتر مربع مساحت و ۹۶ نفر جمعیت دارد و ۴۲۰٫۳۲ متر بالاتر از سطح دریا واقع شده‌است.